# Прост, Эрнст
Эрнст Прост (нем. Ernst Prost, родился 14 февраля 1957, Альтэттинг, Бавария) — владелец и управляющий директор двух крупных компаний, производящих смазочные материалы, Liqui Moly GmbH, расположенной в городе Ульм, и компании Méguin GmbH & Co. KG Mineralölwerke, расположенной в городе Зарлуи.

## Карьера
Сын каменщика, сразу после школы прошёл обучение на автомеханика. В 1978 году пришёл на работу в компанию SONAX как младший продавец, чтобы пройти весь путь до руководителя отдела маркетинга. В 1990 году перешёл руководителем отдела продаж в компанию LIQUI MOLY располагавшуюся в городе Ульм. Постепенно он выкупил акции и к 1998 году перенял руководство компанией от семьи Хенле (Henle), став владельцем и управляющим директором компании LIQUI MOLY. После этого он добился резкого роста продаж, поменяв стратегию развития компании для всех каналов продаж и поставив в приоритет развитие экспорта, на долю которого на данный момент приходится более половины продаж.

## Общественная политика
Своей популярности Эрнст Прост обязан рекламным кампаниям проводимым в СМИ, серией роликов «Почему LIQUI MOLY» и телевизионным интервью, в которых он выступал с заявлениями о социальной ответственности компаний: борьбе за экологию, развитием экономики Германии и созданием новых рабочих мест. TV-Spots bei youtube
Эрнст Прост считает работников важнейшим потенциалом компании и всячески развивает корпоративную культуру, чтобы каждый сотрудник чувствовал себя в кампании как в семье.

## Важная деятельность
В конце 2010 года Эрнст Прост основал некоммерческий фонд с капиталом в 500 тысяч евро, целью которого является общественная и благотворительная деятельность. Директором фонда является Аннет Шаван.
В 2006 году Прост приобрел замок Leipheim восстановив его и получив награду за поддержку национальной культуры.
Под его руководством марка LIQUI MOLY в течение 4-х лет получает звание «Лучшего бренда Германии 2010—2014 годов»

## Награды и почётные звания
- 2013: Маркетинг менеджер года в автомобильной промышленности за 2012 год[2]
- 2012: Премия лучшему предпринимателю Германии в среднем классе за 2012 год
- 2011: Серебряный «Эффи» (Effie) за телевизионный ролик LIQUI MOLY
- 2011: Лучший мужской бренд «Best Human Brands Awards»[3]
- 2011: Золотой европейский крест по развитию экономики Германии
- 2011: Премия Baden-Württemberg за инновации и высокое качество
- 2010: Приз «Macher des Jahres»
- 2010: Премия Baden-Württemberg в номинации «Mutmacher der Nation»
- 2009: Маркетолог года в городе Ульм
- 2009: Почётный президент профессиональных академий развития в Baden-Württemberg и в Hessen des WBA.
- 2009: Почётный президент комитета германской экономики.
- 2007: Бизнес премия Золото Юпитера «Социально экономического развития Германии» (WBA)
- 2007: Назначен в сенат WBA в Европе